# (31564) 1999 FF9
1999 FF9 (asteroide 31564) é um asteroide da cintura principal. Possui uma excentricidade de 0.12569290 e uma inclinação de 5.93696º.
Este asteroide foi descoberto no dia 20 de março de 1999 por LONEOS em Anderson Mesa.